# Кулан
Кула́н (Equus hemionus), або азі́йський ди́кий віслю́к (англ. Asiatic wild ass) — вид тварин родини коневих (Equidae). Зовні дуже нагадує африканського віслюка (Equus asinus), але має немало спільних ознак з конем (Equus caballus), через що кулана нерідко називають напіввіслюком. Ніколи не піддавався прирученню, на відміну від віслюка.

## Опис
Він поєднує в собі ознаки осла і коня. Голова відносно велика, вуха довші, ніж у коня, але коротше, ніж у осла, а хвіст короткий, як у ослів і зебр. Забарвлення шерсті піщано-жовта, черево біле. Уздовж спини від холки до хвоста йде вузька чорно-бура смуга. Назва такого забарвлення по-казахськи звучить «кула», звідси і назва тварини — кулан.
Кулан дуже витривала тварина, пристосуватися жити в суворих умовах пустелі. Влітку поїдає злаки, осоку, полин, чагарники солянки, астрогала та інші рослини (близько 110 видів). Взимку кулан видобуває корм з-під снігу. Коли сніговий покрив досягає 40 см і більше, трав'яниста, на корені засохла рослинність стає недоступною.

## Класифікація
|  | \| \| Індійський кулан (Equus hemionus khur) \| \| \| \| \| \| Туркменський кулан (Equus hemionus kulan) \| \| \| \| |
|  | |
|  | Монгольський кулан (Equus hemionus hemionus)                                                                         |
|  | |
|  | Індійський кулан (Equus hemionus khur)                                                                               |
|  | |
|  | Туркменський кулан (Equus hemionus kulan)                                                                            |
|  | |

|  | Індійський кулан (Equus hemionus khur)    |
|  |                                           |
|  | Туркменський кулан (Equus hemionus kulan) |
|  |                                           |

|  | \| \| Індійський кулан (Equus hemionus khur) \| \| \| \| \| \| Туркменський кулан (Equus hemionus kulan) \| \| \| \| |
|  | |
|  | Монгольський кулан (Equus hemionus hemionus)                                                                         |
|  | |
|  | Індійський кулан (Equus hemionus khur)                                                                               |
|  | |
|  | Туркменський кулан (Equus hemionus kulan)                                                                            |
|  | |

|  | Індійський кулан (Equus hemionus khur)    |
|  |                                           |
|  | Туркменський кулан (Equus hemionus kulan) |
|  |                                           |

|  | \| \| Індійський кулан (Equus hemionus khur) \| \| \| \| \| \| Туркменський кулан (Equus hemionus kulan) \| \| \| \| |
|  | |
|  | Монгольський кулан (Equus hemionus hemionus)                                                                         |
|  | |
|  | Індійський кулан (Equus hemionus khur)                                                                               |
|  | |
|  | Туркменський кулан (Equus hemionus kulan)                                                                            |
|  | |

|  | Індійський кулан (Equus hemionus khur)    |
|  |                                           |
|  | Туркменський кулан (Equus hemionus kulan) |
|  |                                           |

|  | \| \| Індійський кулан (Equus hemionus khur) \| \| \| \| \| \| Туркменський кулан (Equus hemionus kulan) \| \| \| \| |
|  | |
|  | Монгольський кулан (Equus hemionus hemionus)                                                                         |
|  | |
|  | Індійський кулан (Equus hemionus khur)                                                                               |
|  | |
|  | Туркменський кулан (Equus hemionus kulan)                                                                            |
|  | |

|  | Індійський кулан (Equus hemionus khur)    |
|  |                                           |
|  | Туркменський кулан (Equus hemionus kulan) |
|  |                                           |

## Промислове значення
Довгий час кулан був важливою промисловою твариною. Високо цінувалася його шкура, з якої виготовляли цінний сап'ян — шагрень. М'ясо і жир використовували в їжу. У народній медицині вважалося, що печінка і жир куланів виліковують багато захворювань.
У промислових і спортивних цілях полювали на куланів в Монголії, Індії, Афганістані, Сирії, Ірані, в середньоазійських районах Російської імперії. Підстерігали і вбивали цих тварин на водопоях. З багатьох місць кулани були витіснені людиною. В деяких місцях вони були винищені повністю або стали дуже рідкісними. У Забайкаллі їх ще зустрічали в 1930 р.
З території України кулан зник близько 17 століття.

## Охорона
У центрі Бадхиз (Туркменія) в 1941 р. був створений спеціальний заповідник куланів.
Вжиті заходи охорони зникаючого виду забезпечили відновлення чисельності кулана. З 1956 р. його поголів'я стало збільшуватися: в 1957 р. в Бадхизі воно налічувало вже 592 особи, в 1959 р. — до 800, а до 1980 г, — 2000 голів.
З 1953 р. 8 куланів були переправлені в заповідник Барса-Кельмес на острові в Аральському морі і випущені там. Через 3-4 роки табун куланів помітно зріс, а до 1980 р. в ньому було близько 200 голів. Однак в 1981 р. через всихання Аральського моря і підвищення солоності води умови проживання цих тварин погіршилися і поголів'я їх стало скорочуватися. Тоді кулани були вивезені з острова і заповідник втратив своє колишнє значення.
Загальна чисельність куланів у світі становить близько 20 000 голів. Цей вид занесено до Червоної книги Міжнародного союзу охорони природи, а також у Червоні книги РФ і Казахстану.